# Предео нарочите природне лепоте Пругово
Предео нарочите природне лепоте Пругово је заштићено природно добро на територији града Пожаревца, регион јужне и источне Србије. Као заштићено природно добро проглашено је 1974. године.

## Предео нарочите природне лепоте
Решењем СО Пожаревац (под бројем 322-54/74-06) простор Пругово је стављен 18. новембра 1974. године под заштиту као предео нарочите природне лепоте. Упревљач и старалац предела нарочите природне лепоте је МЗ Пругово и Покрет Горана Србије-Општинска Конференција Пожаревац. 
Предео се налази у оквиру атара насеља Пругово, некада је био заступљен групом од 28 стабала храста лужњака (остатак некадашње компактније шумске вегетације храста лужњака). Представља забран површине 2,5 ha, на катастарским парцелама број 439/1 (27 стабала) и 439/2 (једно стабло), које су у друштвеној својини.
Данас се овде налази 25 старих стабала, од којих је само једно витално. Остала су сува и у великој мери уништена под утицајем човека. Споменик природе се налази у центру села и старост ових дрвећа процењује се на преко 200 година. Данас је предео делимично уређен.
Предео нарочите природне лепоте Пругово који се налази у непосредној близини града Пожаревца представља значајну целину за развој културно-манифестационог, рекреативног, еколошког и других видова туризма.